# Dorfkirche Bücknitz

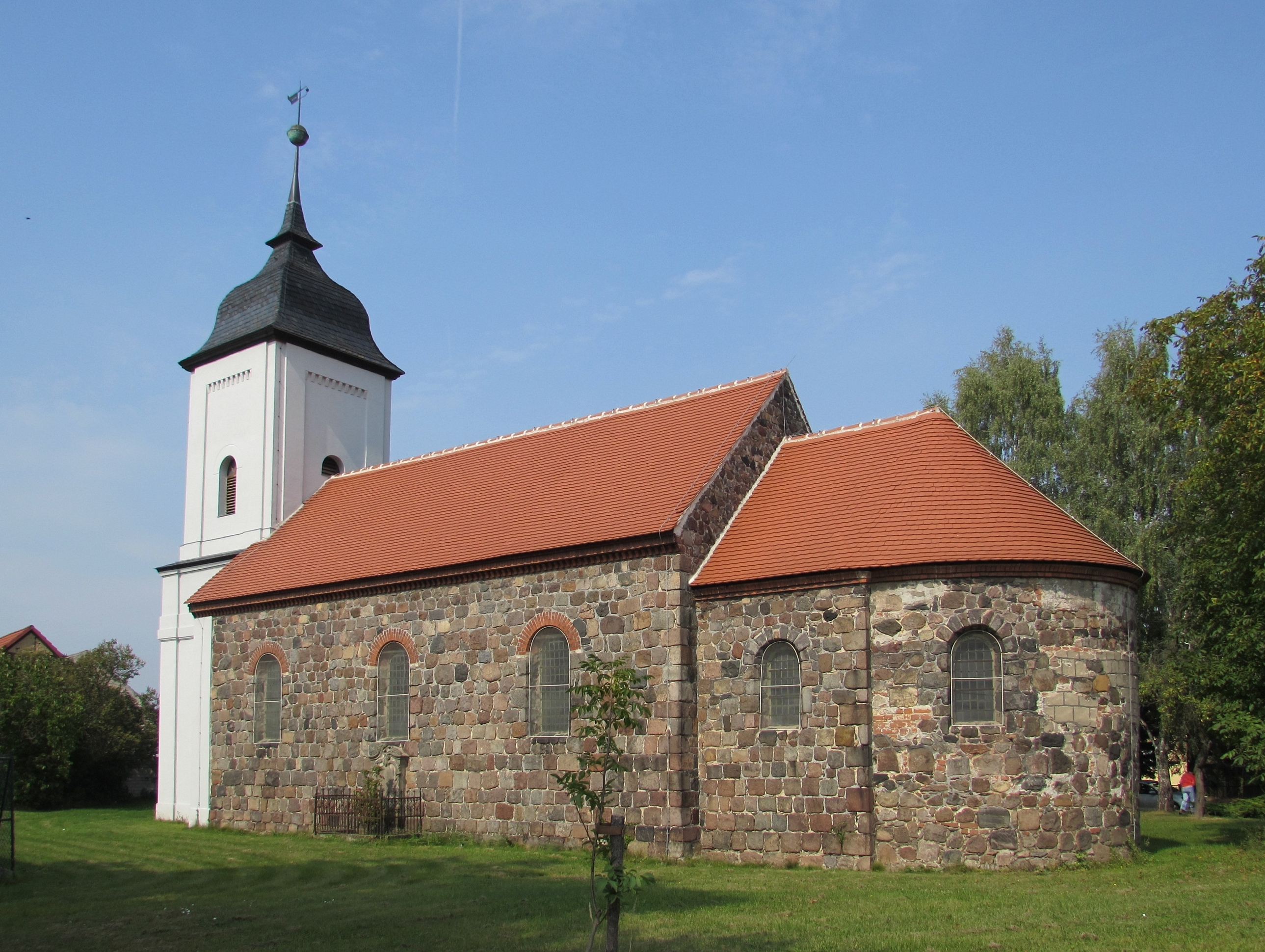
Blick von Südosten auf die Bücknitzer Dorfkirche

Die Dorfkirche Bücknitz ist ein Kirchenbau im zur Stadt Ziesar gehörenden Ortsteil Bücknitz im brandenburgischen Landkreis Potsdam-Mittelmark. Sie ist eine Saalkirche und als Baudenkmal ausgewiesen. Die Kirche gehört zum Pfarramtsbereich Wollin des evangelischen Kirchenkreises Elbe-Fläming der Evangelischen Kirche in Mitteldeutschland.

## Geschichte
Die Feldsteinkirche entstand im Stil der späten Romanik im 13. Jahrhundert. Baustoff für den Bau des Kirchenschiffs und des Chores waren eiszeitliche Findlinge, die quadratisch behauen wurden. Der Kirchturm wurde im Stil des Barock in der ersten Hälfte des 18. Jahrhunderts errichtet. Im Jahr 1887 wurde die Kirche umfassend umgebaut. Dabei wurde das Kirchenschiff vollständig zurück- und wieder aufgebaut. Ein Traufgesims wurde angefügt.
Im 20. Jahrhundert war die Kirche längere Zeit in Wintern nicht nutzbar. Nach dem Einbau einer beheizbaren Winterkirche finden seit 1995 wieder Gottesdienste statt. Seit 1998 werden jährlich die „Bücknitzer Sommerkonzerte“ in der Kirche veranstaltet. Um die Kulturveranstaltungen kümmert sich der Kulturförderverein Bücknitz e. V.

## Bauwerk
Die Dorfkirche Bücknitz ist in Kirchturm, Kirchenschiff und Chor mit einer halbrunden Apsis unterteilt. Sie ist klassisch von West nach Ost ausgerichtet. Schiff und Chor sind aus unverputzten, behauenen Feldsteinen errichtet. Im Bereich der Apsis sind einzelne Lücken später mit roten Klinkern zugesetzt und darüber teilweise verputzt. Jeweils drei Rundbogenfenster finden sich auf der nördlichen und der südlichen Seite des Schiffs. Diese sind nachträglich baulich verändert. Die Bögen sind aus Ziegeln gemauert. Ein Traufgesims ist von Konsolen (Konsolenfries) getragen.
Kleinere Rundbogenfenster besitzen der im Verhältnis zum Schiff kleinere und schmalere Chor und die Apsis. Sie sind wie die Schiffsfenster mit schlichter Bleiverglasung versehen. In der nördlichen Wand des Chores befindet sich ein kleines Priesterportal. Unter den Traufen des Schiffs, des Chores und der Apsis befinden sich profilierte, steinerne Traufgesimse. Das Gesims des Schiffs wird von kleinen Konsolen getragen. Die Dächer sind mit roten Biberschwänzen eingedeckt.
Der barocke Kirchturm ist im Gegensatz zur restlichen Kirche weiß verputzt. Er hat einen quadratischen Grundriss. Etwa auf seiner halben Höhe ist er abgestuft. Im unteren Teil sind Feldsteine und Ziegel verarbeitet. Der obere Teil des Turms hat einen schmaleren Grundriss. Strukturierende Elemente sind vertikale Lisenen und horizontale Gesimse und Konsolenfriese. Fenster und Schallöffnungen des Glockenstuhls sind rundbogig gestaltet. Daneben befindet sich ein Ochsenauge in der westlichen Turmwand. Das schlichte Portal ist segmentbogig gestaltet. Eine Schweifhaube ist doppelt geschweift. Sie ist mit Kupferschiefer eingedeckt. Auf der Spitze der Haube befindet sich ein Dachreiter in Form eines Turmhelms mit einem Aufsatz mit Turmkugel und Wetterfahne.

## Innenausstattung

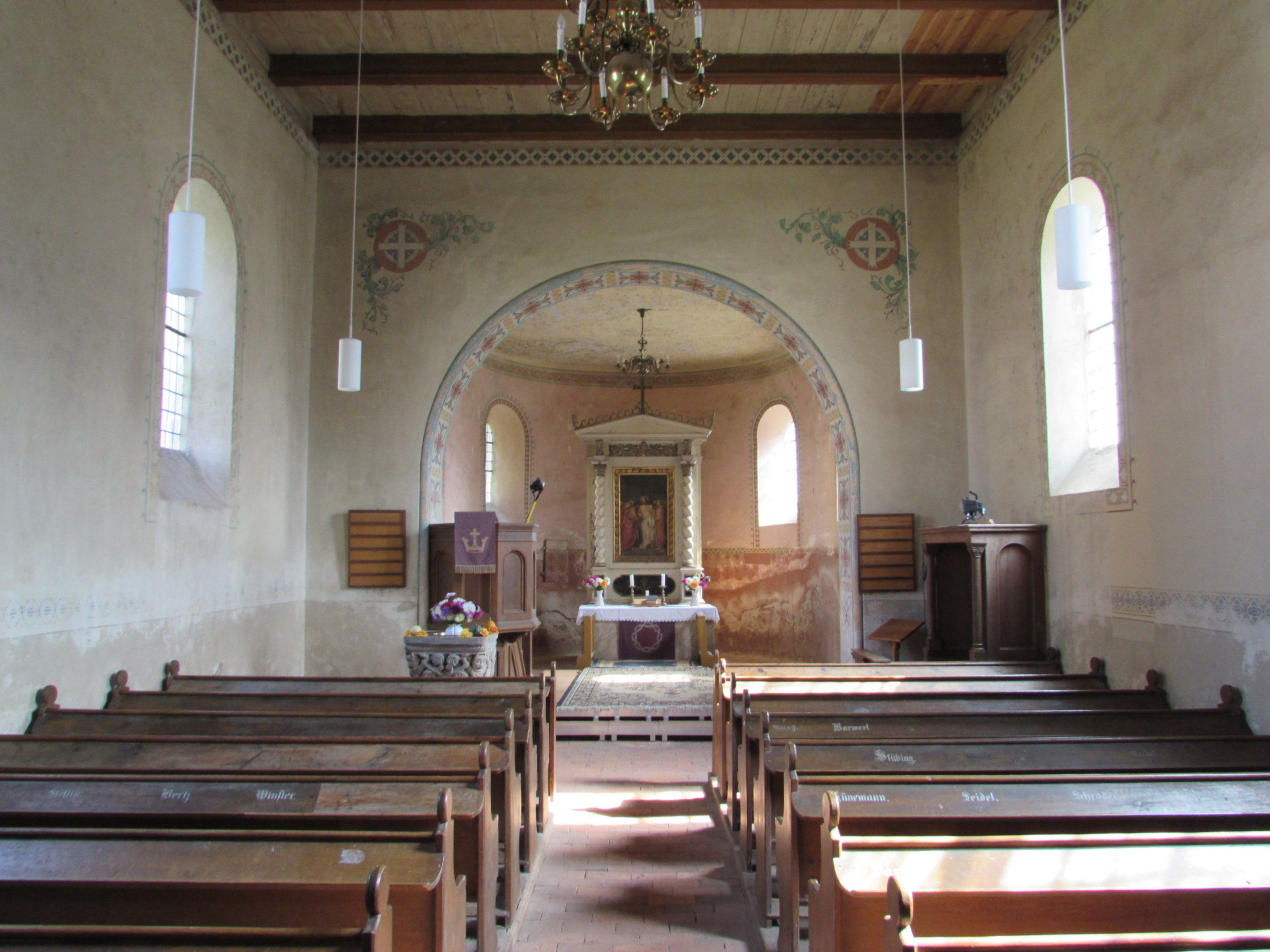
Blick in den Innenraum in Richtung Chor

Ein hölzerner Altaraufsatz stammt aus dem Barock. Dieser wurde im 19. Jahrhundert verändert. Das ursprüngliche Altarbild zeigte eine Kreuzigungsgruppe. Dieses wurde mit der Kopie eines Bildes Giulio Romanos, einer Darstellung des ungläubigen Thomas, ersetzt. Ein Taufbecken ist aus Sandstein gestaltet. Dessen Kuppa ist mit einem romanischen Kapitell gestaltet. Das Becken stammt vermutlich aus dem 19. Jahrhundert. Es steht im nordöstlichen Bereichs des Kirchenschiffs. 
Im Südosten befindet sich die hölzerne Kanzel. Ein runder Triumphbogen ist mit Malerei verziert. Unter der Westempore befindet sich ein abgeschlossener und beheizbarer Raum, der als Winterkirche genutzt wird. Die sechsregistrige Orgel, erbaut 1960/1961, steht seit 2012 auf der Empore. Sie stammt als Schenkung aus der profanierten Heilig-Kreuz-Kirche in Schulenburg.